# Polemochartus melas
Polemochartus melas är en stekelart som först beskrevs av Giraud 1863.  Polemochartus melas ingår i släktet Polemochartus och familjen bracksteklar. Inga underarter finns listade i Catalogue of Life.